# Izabela Lupulesku
Izabela Lupulesku (7 november 1999) is een Servisch professioneel tafeltennisster. Zij speelt rechtshandig met de shakehandgreep.
Zij is een nicht van tafeltennislegende Ilija Lupulesku.